# Dayton-Wright XO-3
El Dayton-Wright XO-3 fue un proyecto de avión de observación desarrollado por Dayton-Wright en 1924.

## Diseño y desarrollo
Contemporáneo del exitoso Douglas O-2, era un biplano biplaza convencional, propulsado por un motor V-12 Wright T-3 de 481 kW (645 hp). El prototipo, matriculado 23-1254, construido por Wright Aeronautical después de la desaparición de Dayton-Wright, fue designado con el número P-376 de Wright Field.

## Historia operacional
Después de realizar unas pruebas en Wright Field, el XO-3 fue rechazado y volvió a Wright Aeronautical, donde sirvió como bancada de motores, principalmente del Wright R-1750 Cyclone, con el registro civil X-1087. Oficialmente, fue bautizado como Mohawk por Wright, pero extraoficialmente recibió el sobrenombre de Iron Horse (Caballo de Hierro).

## Especificaciones (XO-3)

### Características generales
- Tripulación: Dos/tres
- Planta motriz: 1× motor lineal V-12 refrigerado por agua Wright T-3 Tornado.
  - Potencia: 481 kW (645 hp)

### Aeronaves similares
- Douglas O-2

### Secuencias de designación
- Secuencia O-_ (Aviones de Observación del USAAC/USAAF, 1924-1942): O-1 - O-2 - O-3 - O-4 - O-5 - O-6 →

### Listas relacionadas
- Anexo:Aeronaves de la Fuerza Aérea de los Estados Unidos (históricas y actuales)